# شعبة إعالة الطفل والإنفاذ

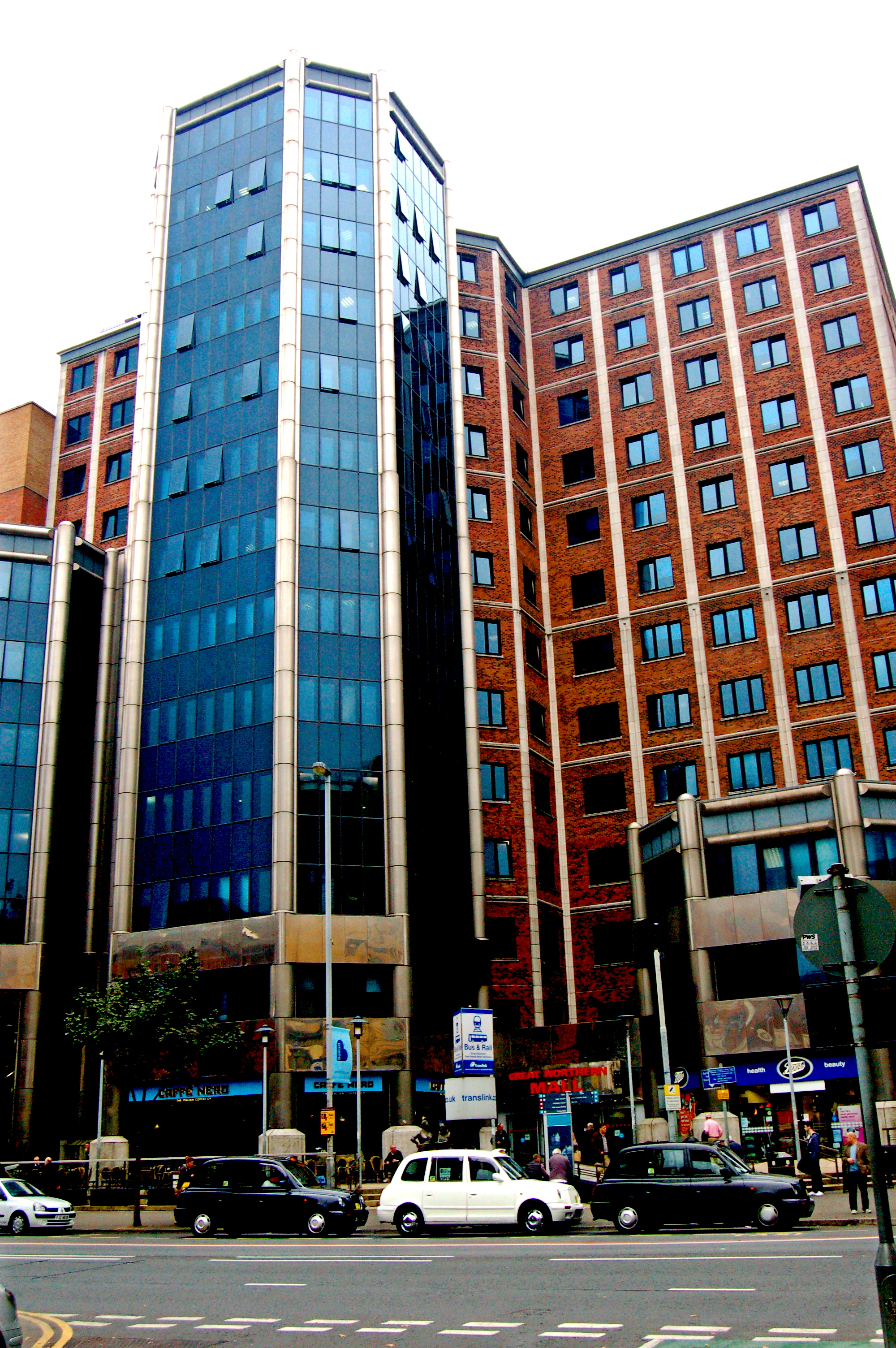
مقر الشعبة في برج جريت نورثرن

تعد شعبة إعالة الطفل والإنفاذ (CMED)، جزءًا من وزارة التنمية الاجتماعية في أيرلندا الشمالية، حيث تعمل على ضمان أن يستمر الآباء الذين لا يعيشون مع أبنائهم في تقديم الدعم المالي لهم. وقد بدأت هذه الهيئة العمل في 1 أبريل 2008، حيث حلت محل وكالة دعم الطفل بأيرلندا الشمالية، والتي، وفقًا لوزير الدولة لشؤون العمل والمعاشات جون هاتون، عضو البرلمان، لم تكن تعمل وبحاجة إلى استبدالها بهيئة «أصغر وأكثر تركيزًا».
ويتمثل الهدف منها في أن تصبح أكثر بساطة وانسيابية من سابقتها، وأن يصبح نظام الإنفاذ أكثر صرامة، فضلاً عن تشجيع الآباء على دفع نفقات أبنائهم من تلقاء أنفسهم.
وتشمل مسؤولياتها إدارة الحالات القائمة، وتطوير وتنفيذ نظام جديد، وتوفير الدعم والمشورة للآباء المشتركين في هذا النظام، ورعاية الحالات الانتقالية بين الأنظمة، ووقف تشغيل وكالة دعم الطفل الأصلية.
ويقع مقر الشعبة في برج جريت نورثرن في وسط مدينة بلفاست، كما يوجد لها فرع إقليمي آخر في أوماه. 

## وصلات خارجية
- UK Child Support Calculator for iPhone
- December 2006 Department for Work and Pensions CSA Report